# Villers-Semeuse
Villers-Semeuse – miejscowość i gmina we Francji, w regionie Grand Est, w departamencie Ardeny.
Według danych na rok 1990 gminę zamieszkiwało 3595 osób, a gęstość zaludnienia wynosiła 511 osób/km².